# Günter Hermann
Günter Hermann (født 5. december 1960 i Rehburg-Loccum, Vesttyskland) er en tidligere tysk fodboldspiller, der som midtbanespiller på det vesttyske landshold var med til at vinde guld ved VM i 1990 i Italien. Han var dog udelukkende med til turneringen som reserve, og nåede gennem karrieren kun at spille to landskampe.
På klubplan spillede Hermann for de tyske klubber Werder Bremen, Wattenscheid 09 og Hannover 96. Længst tid tilbragte han hos Werder, som han blev tysk mester med i 1988 og DFB-Pokalvinder i 1991.

## Titler
Bundesligaen
- 1988 med Werder Bremen

DFB-Pokal
- 1991 med Werder Bremen

VM
- 1990 med Vesttyskland